# Wola Koszucka
Wola Koszucka – wieś w Polsce położona w województwie wielkopolskim, w powiecie słupeckim, w gminie Lądek.
Wieś duchowna Wola, własność opata cystersów w Lądzie pod koniec XVI wieku leżała w powiecie konińskim województwa kaliskiego. W latach 1975–1998 miejscowość administracyjnie należała do województwa konińskiego.